# Ype Höweler
IJpe Isaac (Ype) Höweler (Amsterdam, 2 augustus 1914 – aldaar, 2 januari 1978) was een Nederlands organist en beiaardier.
Hij was zoon van koopman in ijzerwaren Casper Andries Höweler en Maria Wilhelmina Höweler. Hij was getrouwd met Erika Adeline Johanna Alwine Otto.
Hij kreeg zijn muziekopleiding aan het Amsterdams Conservatorium, docenten waren Anthon van der Horst voor orgel en  E.M. Mulder voor muziektheorie. Na zijn studie werd hij muziekmedewerker bij de omroep de AVRO, waar hij vanaf 1962 hoofd van de afdeling ernstige muziek (lees klassieke muziek) werd; hij zou die functie bekleden tot vlak voor zijn dood.. Gedurende de jaren vijftig en zestig verschenen van hem muziekkritieken in dagblad De Telegraaf. In die periode wendde hij zich ook tot het klokkenspel. Zijn studie, beginnende rond 1960 bracht hem tot stadsbeiaardier van de klokken van Pieter en François Hemony in de Oude Kerk. In al die jaren trad zij op als zelfstandig organist met concerten in binnen- en buitenland.
Hij was tussen 1972 en 1978 voorzitter van de Nederlandse Klokkenspel-Vereniging. In 1976 werd hij dermate ziek dat hij zich liet waarnemen Sjef van Balkom, die later het stokje van hem zou overnemen. Als organist liet hij zich vervangen door Bernard Winsemius. Ype Höweler noemde zich als ambtenaar werkend voor de Dienst der Publieke Werken (stadsbeiaardiers vielen onder die dienst) de op een na hoogste ambtenaar van de stad, alleen de beiaardier van de Westerkerk "zat" hoger.
Van zijn hand is een beperkt aantal composities bekend zoals ‘t Ros Beyaard, De drie ruitertjes en O Heer die daar; alle drie verschenen op een elpee  getiteld Liederen der lage landen.